# Gabriel Bergen
Gabriel Bergen (Dawson Creek, 6 de julio de 1982) es un deportista canadiense que compitió en remo.
Participó en los Juegos Olímpicos de Londres 2012, obteniendo una medalla de plata en la prueba de ocho con timonel. Ganó tres medallas en el Campeonato Mundial de Remo entre los años 2008 y 2011.

## Palmarés internacional
| Juegos Olímpicos   | Juegos Olímpicos      | Juegos Olímpicos  | Juegos Olímpicos |
| Año                | Lugar                 | Medalla           | Prueba           |
| ------------------ | --------------------- | ----------------- | ---------------- |
| 2012               | Londres (Reino Unido) | Medalla de plata  | Ocho con timonel |
| Campeonato Mundial |                       |                   |                  |
| Año                | Lugar                 | Medalla           | Prueba           |
| 2008               | Ottensheim (Austria)  | Medalla de oro    | Dos con timonel  |
| 2009               | Poznań (Polonia)      | Medalla de plata  | Ocho con timonel |
| 2011               | Bled (Eslovenia)      | Medalla de bronce | Ocho con timonel |